# Stanen
Stanen (englisch stanene) ist die Bezeichnung für eine Modifikation des Zinns mit zweidimensionaler Struktur, in der jedes Zinnatom von drei weiteren umgeben ist, sodass sich ein bienenwabenförmiges Muster ausbildet. Da das Material stark an das Kohlenstoffmaterial Graphen erinnert, wird es in Analogie dazu als Stanen bezeichnet (abgeleitet vom lateinischen Wort für Zinn „stannum“).

## Herstellung
Stanen kann mit Hilfe der Molekularstrahlepitaxie hergestellt werden. Dabei wird Zinn auf eine Kristalloberfläche (wie zum Beispiel Bismuttellurid oder Gold) abgeschieden, wo es dann ebenfalls einen Kristall bildet. Es wurde 2015 auf diese Art erstmals als einatomige Schichtstruktur erzeugt, vorher wurden bereits sehr dünne Filme aus Zinn produziert, die allerdings noch aus mehreren Atomlagen bestanden.

## Eigenschaften
Stanen ähnelt mit seiner Bienenwabenstruktur dem Graphen sehr stark, allerdings sind die Atome nicht flach angeordnet, sondern leicht nach oben und unten verschoben. Laut theoretischer Vorhersagen besitzt das Material gegenüber Graphen und den anderen untersuchten zweidimensionalen Materialien dieser Stoffgruppe Silicen, Germanen, Antimonen, Arsenen und Phosphoren zusätzliche bemerkenswerte Eigenschaften. So soll es bei Raumtemperatur als topologischer Isolator wirken und dadurch entlang seiner Kanten elektrischen Strom verlustfrei leiten. Erste Untersuchungen zeigen teilweise Übereinstimmungen von Eigenschaften mit den theoretischen Vorhersagen, allerdings konnte das Verhalten als topologischer Isolator nicht nachgewiesen werden, wofür die Wissenschaftler das Trägermaterial verantwortlich machen.